# Scaptomyza subsplendens
Scaptomyza subsplendens är en tvåvingeart som först beskrevs av Oswald Duda 1935.  Scaptomyza subsplendens ingår i släktet Scaptomyza och familjen daggflugor. Inga underarter finns listade i Catalogue of Life.